# Anticonceptie

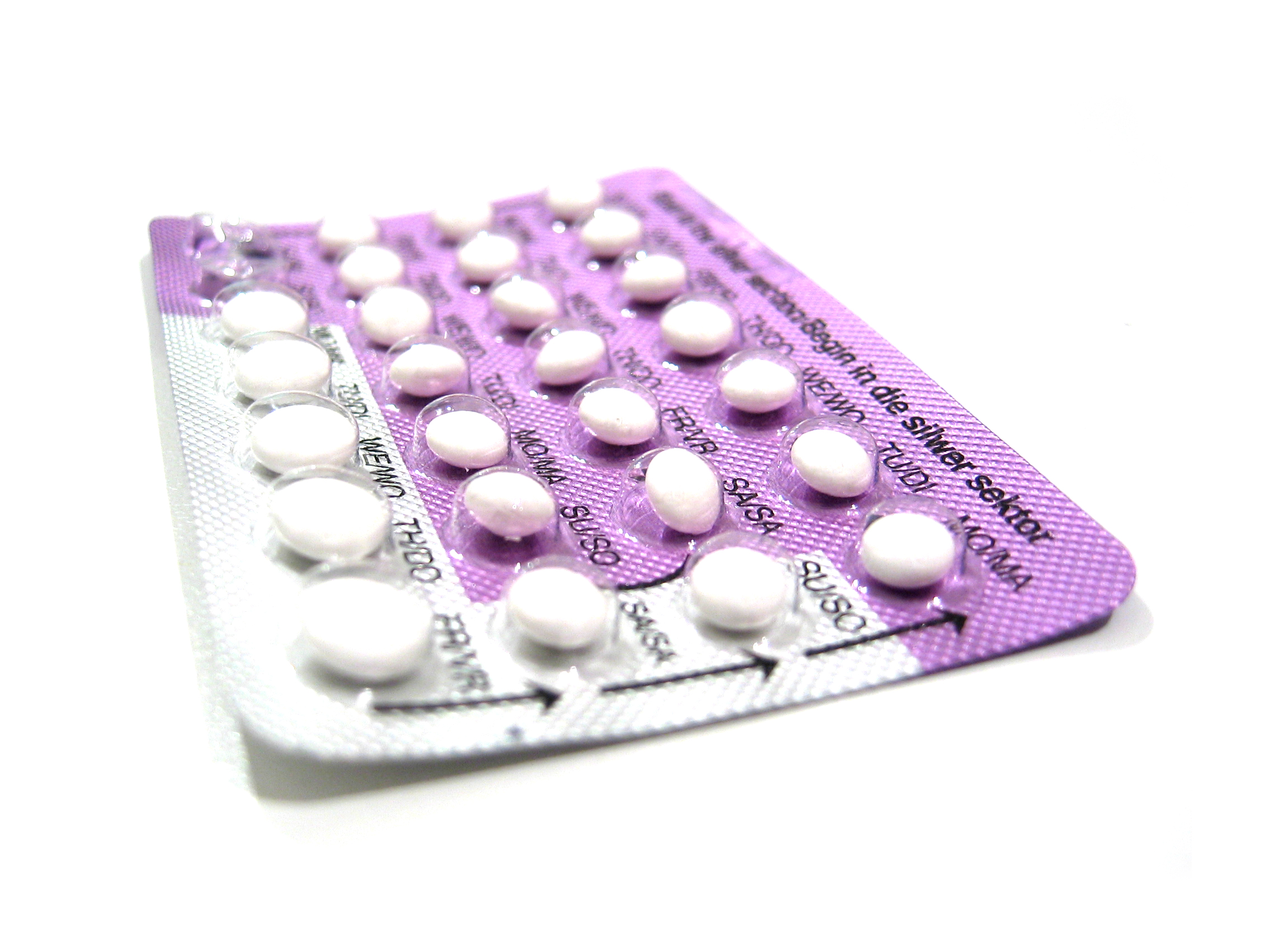
De pil

Anticonceptie is het voorkomen van zwangerschap bij geslachtsgemeenschap. Een methode is het voorkomen dat zaadcel en eicel bij elkaar kunnen komen, een andere methode is het voorkomen dat het embryo zich kan innestelen in de baarmoeder.

## Geschiedenis
Anticonceptiemiddelen werden op het einde van de 19e eeuw en in het begin van de 20e eeuw gepropageerd door neomalthusianisten. Met de uitvinding van de pil nam het gebruik van anticonceptiemiddelen in de jaren 1960 een hoge vlucht in het Westen.

### Nederland
In Nederland werd anticonceptie gepropageerd door onder meer Jan Rutgers en Aletta Jacobs en werd hiertoe in 1882 de Nieuw-Malthusiaanse Bond opgericht. Met het oog op de rasverbetering pleitte Rutgers ook voor vrijwillige en zo nodig opgelegde contraceptie of een baringsverbod voor de verpauperde bevolking.
In Nederland was de pil tot 1969 alleen op medische indicatie beschikbaar. Tot dat jaar was ook de openlijke verkoop van andere voorbehoedmiddelen nog officieel verboden.

## Methoden van anticonceptie

### Hormonale anticonceptie
Hormonale anticonceptie werkt door middel van hormonen die de ovulatie blokkeren en/of de innesteling van een embryo in de baarmoeder belemmeren.
Hormonale methoden zijn:
- de pil, de orale anticonceptiepil
- de prikpil, een injectie die zo'n twaalf weken tegen zwangerschap beschermt
- anticonceptiepleister (Evra, deze pleister bevat in feite dezelfde stoffen als de pil. De pleister wordt drie weken gedragen, waarna een pleisterloze week volgt
- implantaat (Implanon), dit is een lucifergroot implantaat dat door de arts in de bovenarm wordt gebracht en drie jaar tegen zwangerschap beschermt. Na verwijdering herstelt de menstruatiecyclus binnen één tot twee weken
- vaginale anticonceptiering (Nuvaring), dit is een flexibele ring van kunststof die gedurende drie weken in de vagina wordt gedragen, waarna een stopweek volgt
- hormoonhoudend spiraaltje (Mirena), dit spiraaltje wordt net als een gewoon koperhoudend spiraaltje door de arts in de baarmoeder gebracht, waarna het de vrouw vijf jaar tegen zwangerschap beschermt. Verder zorgt het voor atrofie van het baarmoederslijmvlies waardoor de meerderheid van de vrouwen na ongeveer zes maanden (nagenoeg) geen menstruatie meer heeft. Bij ongeveer 75% van de vrouwen blijft een ovulatiecyclus van de eierstokken aanwezig
- de morning-afterpil bevat een hormoon en zorgt ervoor dat de embryo niet kan innestelen in het baarmoederslijmvlies. De morning-afterpil kan niet als preventief anticonceptiemiddel worden gebruikt

### Niet-hormonale anticonceptie
- onthouding, geen geslachtsgemeenschap hebben. Verder kan men ervoor kiezen weliswaar seksueel contact te hebben, maar geen vaginale geslachtsgemeenschap. Men dient hierbij wel zorgvuldig te voorkomen dat sperma niet alsnog bij deze methoden in de vagina komt
- coitus interruptus, voorkomen dat de zaadcellen in de vagina kunnen komen door de penis uit de vagina terug te trekken voor de zaadlozing. Deze techniek is bijzonder onbetrouwbaar als anticonceptiemiddel, doordat het voorvocht ook zaadcellen kan bevatten
- coitus reservatus, er is wel geslachtsgemeenschap, maar er wordt niet geëjaculeerd. Ook dit is geen betrouwbare methode
- kalendermethode, onthouding gedurende de periode dat er een rijpe eicel aanwezig kan zijn bij de vrouw. Praktisch wil dit zeggen dat de geslachtsgemeenschap alleen plaatsvindt in de onvruchtbare periode van de vrouw. Vroeger werd dit gebaseerd op de datum van de laatste menstruatie (methode van Ogino-Knaus). Tegenwoordig worden ook andere methoden gebruikt om deze periode te bepalen. Bij een onregelmatige cyclus is de precieze periode van de eisprong onzeker en is deze methode minder betrouwbaar
- De symptothermale methode heeft ongeveer dezelfde methodezekerheid als de pil. Bij de pil ligt het aantal zwangerschappen bij juist gebruik op ongeveer 3 per 1000 vrouwen per jaar.[2] De symptothermale methode leidt bij juist gebruik ook tot een ongewenste zwangerschap bij circa 3 op de 1000 vrouwen per jaar.[3] Deze methode meet het hormoonniveau in het lichaam aan de hand van de temperatuur en de cohesie van het cervixslijm
- de methode van Billings gebruikt het observeren van veranderingen in het slijm in de baarmoedermond om de vruchtbaarheid te bepalen[4]
- digitale apparaten. Veel van de genoemde natuurlijke methoden kunnen gebruikmaken van elektronische hulpmiddelen. Al in de jaren 1990 werd er gebruikgemaakt van behulp van een computergestuurd apparaatje.[5] Tegenwoordig zijn er apps,[6] waarmee je de diverse signalen van het lichaam kunt meten en zien of je in je vruchtbare periode zit. Zo meet men hormonen 8x per maand met bijvoorbeeld Persona, circa 94% betrouwbaar) of de temperatuur van het lichaam heel nauwkeurig (2x per dag bijvoorbeeld met de Cyclotest 2 Plus, circa 97% betrouwbaar). De twee genoemde apparaten zijn de meest bekende, veelvuldig gebruikte en betrouwbaarste in omloop in en rondom Nederland. Ze geven aan wanneer je wel of niet vruchtbaar bent. Een methode die verschillende metingen combineert, is betrouwbaarder.[7] Als je niet zwanger wilt raken tijdens de vruchtbare periode (dag 8-19 van de menstruatiecyclus), vereist dit een goede instructie en begeleiding, zelfdiscipline en als partners een echte aandacht voor elkaar; en gebruik een vervangend voorbehoedsmiddel.
- spermicide (zaaddodend middel in de vorm van pasta of schuimtablet) zorgt ervoor dat de zaadcellen niet overleven
- (koperhoudend) spiraaltje zorgt ervoor dat het embryo niet kan innestelen in het baarmoederslijmvlies
- condoom en vrouwencondoom zorgen ervoor dat de zaadcellen niet bij de eicel kunnen komen door een fysieke barrière. Alleen het condoom heeft daarbij het bijkomend voordeel dat deze de overdracht van seksueel overdraagbare aandoeningen (soa's) kan voorkomen
- pessarium, vaak in combinatie met een zaaddodende pasta, zorgt ook voor een fysieke barrière tussen zaadcellen en eicel

### Definitieve operatieve methoden
- sterilisatie van de vrouw: afsluiting van de eileider met een clip of ring of dicht branden, waardoor er geen zaadcellen of eicellen meer door de eileider kunnen. Dit gebeurt meestal met een laparoscopie (kijkoperatie) in een dagbehandeling
- een nieuwere methode van sterilisatie van de vrouw is het plaatsen van een veertje (Essure van de firma Bayer), een spiraalvormig gewonden draad, in de eileider tijdens een hysteroscopie. Daarbij moet met behulp van een echoscopie of röntgenfoto gecontroleerd worden of het veertje op de goede plek zit. Door het veertje zal de eileider in ongeveer drie maanden tijd dichtgroeien.[bron?] Na deze drie maanden is de eileider afgesloten en beschermt deze behandeling dus tegen zwangerschap. Het voordeel ten opzichte van sterilisatie met een kijkoperatie is dat deze ingreep veel kleiner is en poliklinisch verricht kan worden. Tros Radar besteedde aandacht aan de klachten van vrouwen over deze methode.[8] Activiste Erin Brockovich trekt ten strijde tegen de firma Bayer[9]
- sterilisatie van de man, vasectomie: afsluiting van de zaadleider, waardoor geen zaadcel meer door de zaadleider kan. Dit is een zeer kleine ingreep die poliklinisch verricht kan worden

Deze operatieve methoden van sterilisatie zijn in principe definitief. Hersteloperaties zijn wel mogelijk, maar geven lang niet altijd het gewenste resultaat. Hersteloperaties bij de man leiden in circa 30-75% van de gevallen tot een herstel van de vruchtbaarheid, afhankelijk ook van hoelang geleden de sterilisatie verricht werd (hoe langer geleden, hoe minder kans op succes). Bij de vrouw is het succespercentage van de hersteloperatie na sterilisatie erg klein, afhankelijk van de methode die is toegepast.
Dat wil zeggen dat men bij de beslissing voor een operatieve sterilisatie ervan uit mag gaan, dat er geen herstel van de vruchtbaarheid op zal treden. Men moet dus heel zeker weten, dat men geen kinderen meer zal willen in de toekomst.

## Betrouwbaarheid van de technieken
| Methode                        | 'Normale' toepassing | Perfecte toepassing |
| ------------------------------ | -------------------- | ------------------- |
| Geen anticonceptie             | 85%                  | 85%                 |
| Combinatiepil                  | 9%                   | 0,3%                |
| Minipil                        | 13%                  | 1,1%                |
| Sterilisatie (vrouw)           | 0,5%                 | 0,5%                |
| Sterilisatie (man)             | 0,15%                | 0,10%               |
| Vrouwencondoom                 | 21%                  | 5%                  |
| Condoom                        | 18%                  | 2%                  |
| Spiraaltje (koper)             | 0,8%                 | 0,6%                |
| Spiraaltje (hormoon)           | 0,2%                 | 0,2%                |
| Nuvaring                       | 9%                   | 0,3%                |
| Prikpil                        | 6%                   | 0,2%                |
| Implanon                       | 0,05%                | 0,05%               |
| Cervixkapje met spermicide     | 11,5%                | 2-5%                |
| spermicide                     | 28%                  | 18%                 |
| Pessarium met spermicide       | 12%                  | 6%                  |
| Symptothermale methode         | 2%                   | 0,4%                |
| Kalendermethode                | 24%                  | 5%                  |
| Temperatuurmethode             | 24%                  | 0,4–5%              |
| 'Voor het zingen de kerk uit'  | 22%                  | 4%                  |
| borstvoeding (LAM) (6 maanden) | 0-7.5%               | < 2%                |

Deze technieken hebben allemaal een wisselende mate van betrouwbaarheid. Geen enkele techniek garandeert 100% het voorkomen van zwangerschap. Over het algemeen geldt dat de technieken die zaadcellen proberen tegen te houden minder betrouwbaar zijn dan technieken die tegen de eicel of de zygote actief zijn. De mate van betrouwbaarheid wordt uitgedrukt in de Pearl-Index.

## Wetgeving en ethische aspecten
Het gebruik van de diverse anticonceptiemethoden heeft in westerse landen sinds de jaren 1960 een hoge vlucht genomen. Veel echtparen en koppels gebruiken tot volle tevredenheid een of meer van deze methoden om zwangerschap te voorkomen wanneer deze niet gewenst is.
Er zijn echter ook mensen die vanuit hun persoonlijke overtuiging of geloof geen gebruik wensen te maken van (sommige) anticonceptiemethoden. Voor hen is mogelijk Natuurlijke gezinsplanning ('Natural Family Planning' afgekort NFP) een uitkomst. NFP is een verzamelbegrip voor verschillende methoden voor het regelen van conceptie zonder hormonale, chemische, operatieve of mechanische ingrepen.
Met de Zedelijkheidswet van 1911 kwam er een later weer afgeschaft verbod op de propaganda, het ten toon spreiden en de verspreiding van voorbehoedmiddelen.
De Rooms-Katholieke Kerk is een voorstander van het zogenaamd verantwoord ouderschap, maar kant zich strikt tegen bepaalde mechanische (kunstmatige) vormen van anticonceptie (sterilisatie, condoomgebruik, anticonceptiepil, spiraaltje, morning-afterpil). Ook coitus interruptus kan in de ogen van de katholieke kerk geen genade vinden, dit wordt namelijk in conservatieve katholieke kringen beschouwd als een doodzonde. Men ziet in de kunstmatige anticonceptie een voorbehoud in de liefde, die volgens de Kerk onvoorwaardelijk moet zijn, omdat anders de huwelijkse daad, volgens haar leer, voortkomt uit het elkaar als pure lustobjecten zien van de partners en niet uit volkomen liefde. Dit wordt afgewezen. Daarnaast heeft de huwelijkse daad nog altijd primair de voortplanting als doel, zoals in het canoniek recht van 1917 wordt beschreven. De positie van de Rooms-Katholieke Kerk tegen kunstmatige anticonceptie vindt men als hoofdthema in de encyclieken Casti Connubii (1931) van Paus Pius XI (1922-1939) en in Humanae Vitae (1968) van Paus Paulus VI (1963-1978). In vroegere en latere encyclieken van bijvoorbeeld Paus Johannes-Paulus II (1978-2005) vindt men dezelfde afwijzing van en waarschuwing voor kunstmatige anticonceptie ook terug.
Soortgelijke overwegingen gelden ook in andere kerkgenootschappen, maar er zijn ook vrijzinniger kerkgenootschappen waar men geen enkel bezwaar heeft tegen anticonceptie.
Sommige mensen zien, soms op basis van religieuze overwegingen, ook een bevruchte eicel al als een volwaardige menselijke levensvorm, met alle recht op leven en levensbescherming. Zij verwerpen dan ook iedere vorm van anticonceptie:
- die de mogelijkheid geeft dat een bevruchte eicel zich niet kan innestelen in de baarmoederwand omdat die door middel van hormonen of de aanwezigheid van een spiraaltje kunstmatig wordt gewijzigd. Zelfs de anticonceptiepil wordt hier soms als doder van een bevruchte eicel gezien, als ondanks de anticonceptie toch een eicel vrijkomt.
- de morning-afterpil wordt in deze context als mogelijk levensdodend gezien en daarom ten strengste afgewezen.

Sommige christenen vinden alle vormen van anticonceptie ongeoorloofd, omdat de letterlijke interpretatie van de Bijbel de opdracht aan de mens zou bevatten om zich te vermenigvuldigen en de aarde te bevolken. Deze groep christenen kiest bewust voor gezinnen met vele kinderen.